# Colomars
Colomars település Franciaországban, Alpes-Maritimes megyében. Lakosainak száma 3507 fő (2022. január 1.). Colomars Aspremont, Carros, Castagniers, Gattières és Nizza községekkel határos.

## Népesség
A település népességének változása:
| Lakosok száma | 979  | 1714 | 2307 | 3161 | 3322 | 3377 | 3424 | 3482 | 3494 | 3507 |
|               | 1968 | 1982 | 1990 | 2006 | 2013 | 2015 | 2017 | 2019 | 2020 | 2022 |